# 大学 (書物)

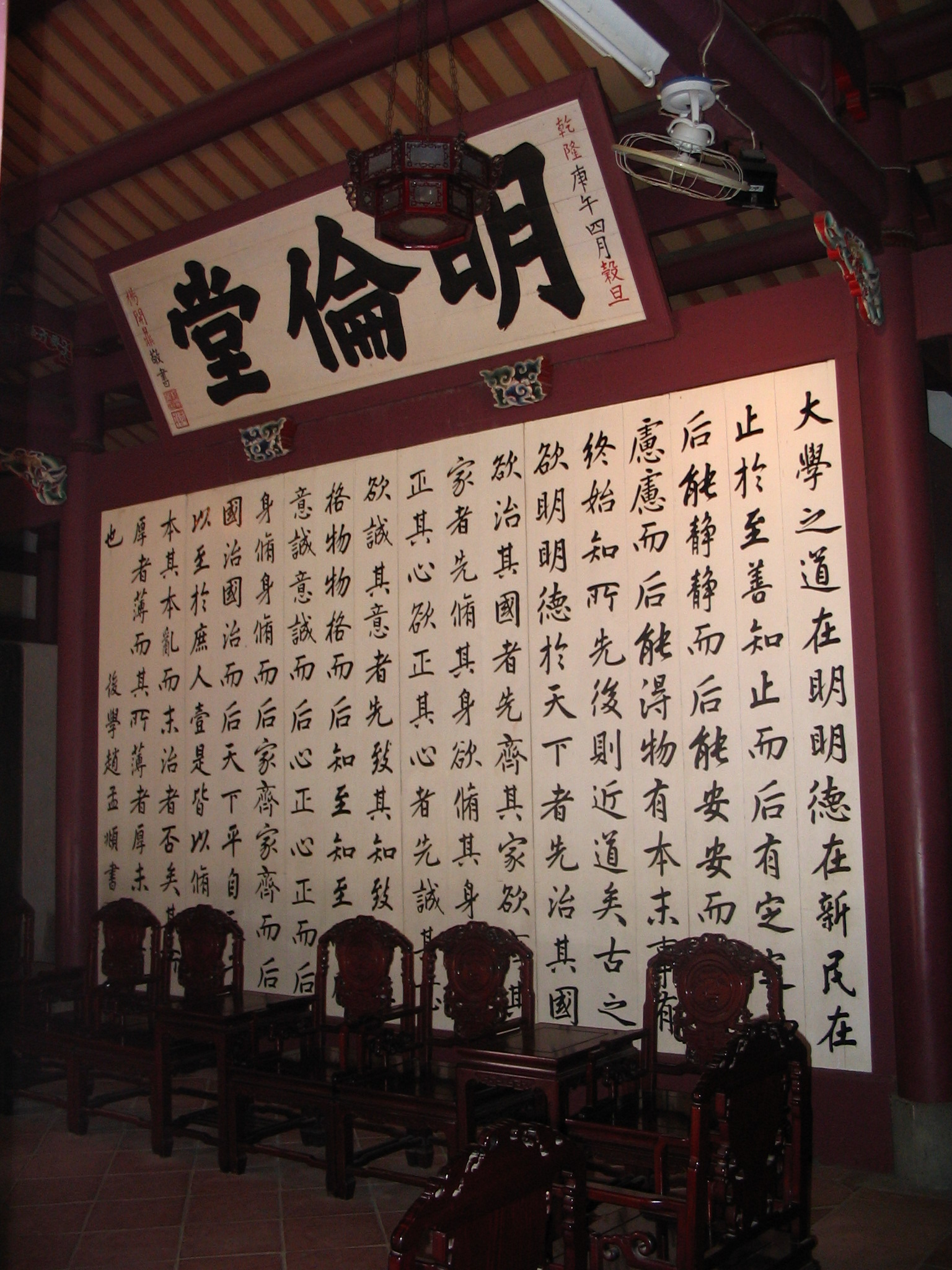
台南孔子廟の明倫堂にある『大学』冒頭の書

『大学』（だいがく）は、儒教の経書の一つ。南宋以降『論語』『孟子』『中庸』と合わせて「四書」とされた。もともとは『礼記』の一篇であり、曾子によって作られたとも秦漢の儒家の作とも言われる。

## 宋明理学
宋明理学において、自己修養から始めて人々を救済する政治へと段階的に発展していく基本綱領が示されているとして重要視された。その内容には「明明徳」「親民」「止於至善」の三綱領と「格物」「致知」「誠意」「正心」「修身」「斉家」「治国」「平天下」の八条目が提示されている。
朱熹は、注釈書『大学章句』や解説書『大学或問』を著した（熊沢蕃山『大学或問』とは別）。朱熹は『大学章句』において、本来の『礼記』大学篇には無い本文「格物補伝」を創作して追加した。
王陽明は、朱熹を批判して「格物補伝」を不要とし、本来の『礼記』大学篇を『古本大学（大学古本）』と称して注釈を施した。
その他、真徳秀『大学衍義』、丘濬『大学衍義補』、豊坊『石経大学』などが書かれた。

## 日本

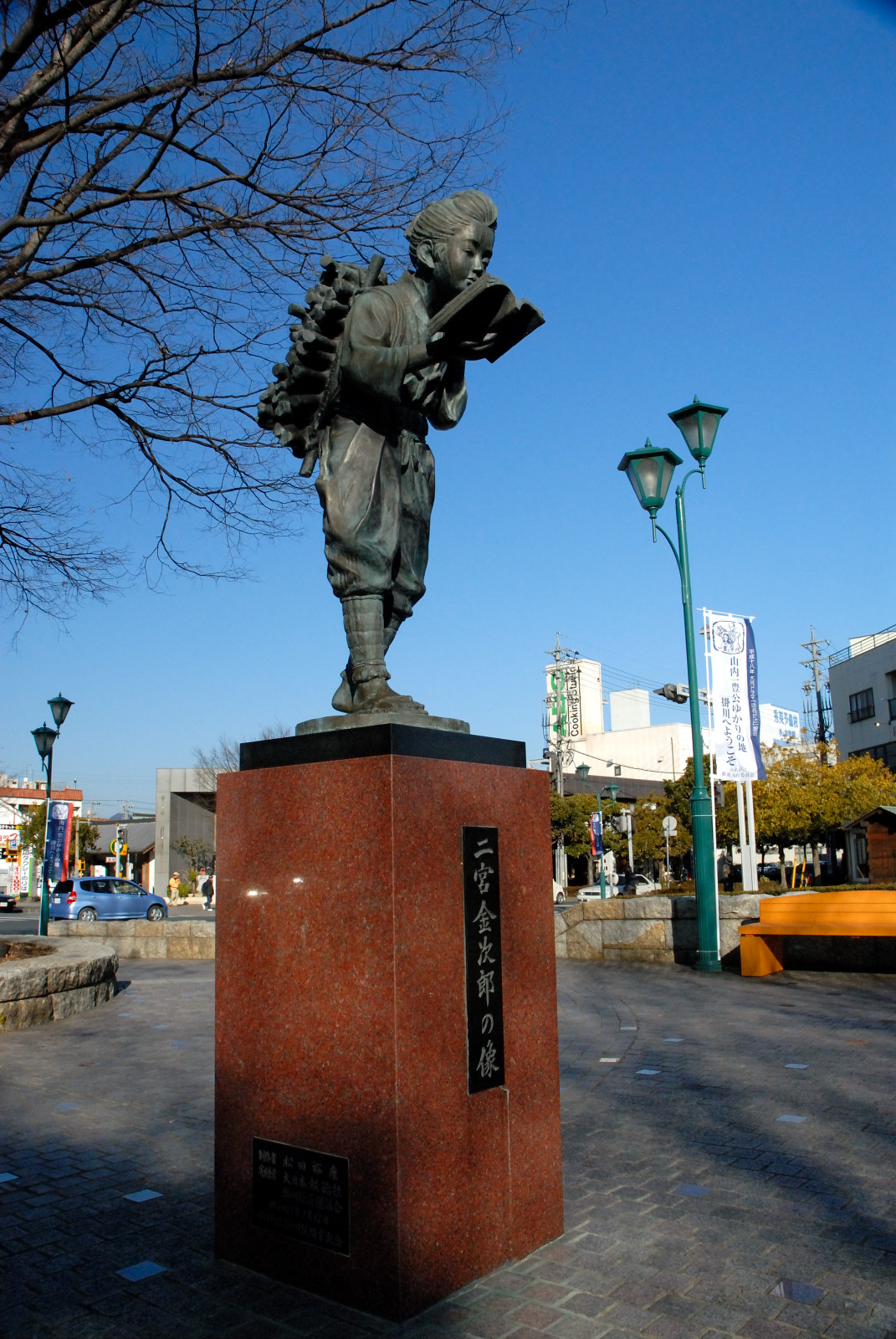
二宮金次郎像

江戸時代日本の儒教では、上記の諸書が読まれるとともに、中江藤樹 『大学考』『大学蒙注』『大学解』、伊藤仁斎『弁大学非孔氏之遺書弁』、荻生徂徠『大学解』、中井履軒『大学雑議』、古賀精里『大学章句纂釈』、大塩平八郎『古本大学刮目』などが書かれた。
また、他の四書と同様に庶民にも読まれ、『経典余師』など初学者向け注釈書・訓蒙書も作られた。江戸文学のパロディの対象にもなり、関亭京鶴著『傾城情史 大客』などの戯作・洒落本や、古典落語の廓噺の演目『廓大学』が作られた。
一説には、二宮金次郎が薪を背負いながら読んでいるのも『大学』であるとされる。

## 現代語訳
- 宇野哲人訳注 『大学』 講談社学術文庫、1983年、ISBN 4061585940
- 金谷治 『大学・中庸』 岩波文庫、初版1998年　ISBN 9784003322215、ワイド版2003年
- 赤塚忠訳注 『新釈漢文大系 2　大学・中庸』 明治書院、1967年、ISBN 9784625570025
- 山下龍二訳注 『全釈漢文大系 3　大学・中庸』 集英社、1974年
- 諸橋轍次編・解説 『中国古典名言事典』 講談社、新装版2001年。講談社学術文庫でも重版

## 関連文献
- 源了圓編『江戸の儒学 : 『大学』受容の歴史』思文閣、1988年。ISBN 978-4-7842-0524-0
  - 吉田公平「朱子学・陽明学における『大学』」、小田嶋利江「中江藤樹」、前田勉「山鹿素行」、八木清治「熊沢蕃山」、若尾政希「伊藤仁斎」、田尻祐一郎「闇斎学派」、前田勉「荻生徂徠」、田尻祐一郎「懐徳堂学派」、荻生茂博「古賀精里」、荻生茂博「大塩中斎」、中村安宏「佐藤一斎」